# Aerodramus nuditarsus
Aerodramus nuditarsus (лат.) — вид птиц семейства стрижиных.

## Описание
Крупный стриж с длиной тела 14 см. Оперение сверху и по бокам тёмно-коричневое, снизу — светло-серое. Над глазами и по бровям проходят светые полосы. Хвост вильчатый, с неглубоким разрезом. Лапы голые и блестящие. В отличие от обитающего на том же острове Aerodramus papuensis, у представителей данного таксона, как и у остальных стрижиных, четыре пальца.
Данные по вокализации и способности к эхолокации отсутствуют.

## Распространение
Птицы распространены в центральной, южной и юго-восточной части острова Новая Гвинея. Площадь ареала составляет 398 000 км² и включает территорию таких стран как Индонезия и Папуа — Новая Гвинея. Птицы достаточно редки. Данный вид обитает главным образом в высокогорье, в частности на Центральном горном хребте, но может встречаться и на высоте 30 метров над уровнем моря. Международный союз охраны природы относит Aerodramus nuditarsus к видам, находящимся под наименьшей угрозой исчезновения.
Птицы ведут оседлый образ жизни.

## Питание
Нет информации об особенностях питания и рациона Aerodramus nuditarsus.

## Размножение
Известно, что данный вид размножается в горах Бисмарка в районе гор Шрейдера. Более полная информация об особенностях размножения отсутствует.

## Систематика
Вид впервые был описан датским орнитологом Финном Саломонсеном в 1962 году на основе экземпляра, полученного на ручье Биото в юго-восточной части острова. В 2014 году данный таксон был включён в род Aerodramus, до этого птиц относили к роду Collocalia, название Collocalia nuditarsus продолжает использоваться. Ранее предполагалось, что данный вид является близкородственным с Aerodramus orientalis и Aerodramus whiteheadi.
Международный союз орнитологов относит данный вид к роду Aerodramus семейства стрижиных.